# Mallory Comerford
Mallory Comerford est une nageuse américaine née le 6 septembre 1997 à Kalamazoo. 
Elle a remporté plusieurs médailles d'or en relais aux Championnats du monde et la médaille d'argent du 200 m nage libre lors des Championnats du monde en petit bassin 2018.

## Palmarès

### Championnats du monde en grand bassin
- Championnats du monde 2017 à Budapest :
  -  Médaille d'or du relais 4 × 100 m nage libre
  -  Médaille d'or du relais 4 × 200 m nage libre
  -  Médaille d'or du relais 4 × 100 m 4 nages
  -  Médaille d'or du relais mixte 4 × 100 m nage libre
  -  Médaille d'or du relais mixte 4 × 100 m 4 nages (participe uniquement aux séries)
- Championnats du monde 2019 à Gwangju :
  -  Médaille d'or du relais 4 × 100 m 4 nages (participe uniquement aux séries)
  -  Médaille d'or du relais 4 × 100 m nage libre mixte
  -  Médaille d'argent du relais 4 × 100 m nage libre
  -  Médaille d'argent du relais 4 × 100 m 4 nages mixte (participe uniquement aux séries)
- Championnats du monde 2022 à Budapest :
  -  Médaille de bronze du relais 4 × 100 m nage libre (participe uniquement aux séries)

### Championnats du monde en petit bassin
- Championnats du monde 2016 à Windsor :
  -  Médaille d'or du relais 4 × 100 m nage libre
  -  Médaille d'argent du relais 4 × 200 m nage libre
  -  Médaille d'or du relais 4 × 100 m 4 nages
- Championnats du monde 2018 à Hangzhou :
  -  Médaille de bronze du 100 m nage libre
  -  Médaille d'argent du 200 m nage libre
  -  Médaille d'or du relais 4 × 50 m nage libre
  -  Médaille d'or du relais 4 × 100 m nage libre
  -  Médaille d'argent du relais 4 × 200 m nage libre
  -  Médaille d'or du relais 4 × 50 m 4 nages
  -  Médaille d'or du relais 4 × 100 m 4 nages
  -  Médaille d'or du relais mixte 4 × 50 m nage libre